# Jan Nolten
Jan Nolten   (Sittard, 20 de gener de 1930 - Sittard, 13 de juliol de 2014) va ser un ciclista neerlandès que va ser professional entre 1951 i 1959. En el seu palmarès destaquen dues victòries d'etapa al Tour de França, el 1952 i 1953; i una al Giro d'Itàlia de 1957.

## Palmarès
- 1952
  - Vencedor d'una etapa del Tour de França
  - Vencedor d'una etapa a la Ruta de França
- 1953
  - Vencedor d'una etapa del Tour de França
- 1956
  - Vencedor d'una etapa del Giro d'Itàlia

### Resultats al Tour de França
- 1952. 15è de la classificació general. Vencedor d'una etapa
- 1953. 19è de la classificació general. Vencedor d'una etapa
- 1954. 14è de la classificació general
- 1955. 21è de la classificació general
- 1956. 28è de la classificació general

### Resultats al Giro d'Itàlia
- 1954. Abandona
- 1956. Abandona. Vencedor d'una etapa
- 1957. 34è de la classificació general

### Resultats a la Volta a Espanya
- 1955. Abandona